# Vincent Muldoon
Vincent Muldoon (* 12. Oktober 1990) ist ein irischer Snookerspieler aus Galway. In der Saison 2008/09 war er als Profi auf der Snooker Main Tour aktiv.

## Karriere
Bereits mit 14 Jahren machte Vincent Muldoon international auf sich aufmerksam, als er bei der U21-Weltmeisterschaft mit 5:1 Siegen in der Gruppenrunde das Hauptturnier erreichte. 2006 kam er bei der U19-Europameisterschaft unter anderem nach einem Sieg über Michael White ins Finale, das er mit 4:6 gegen Ben Woollaston verlor. Im Jahr darauf stand er bei der U19-EM nach Siegen über Liam Highfield und Daniel Wells erneut im Finale und verlor diesmal gegen White. Auch bei der irischen Amateurmeisterschaft stand er im Finale, dort holte er sich den Titel gegen John Torpey. Daraufhin durfte er bei der nationalen Profimeisterschaft teilnehmen und erreichte nach einem Sieg über David Morris das Viertelfinale. In der Saison 2007/08 erreichte er bei der Europameisterschaft sowohl im U19-Turnier als auch bei seiner ersten Teilnahme bei den Senioren Platz 3. Seine beiden Halbfinalgegner Stephen Craigie und Kevin van Hove gewannen danach auch das jeweilige Turnier. Bei der U21-Weltmeisterschaft kam er auf Platz 4, bei seiner ersten Amateurweltmeisterschaft schaffte er es immerhin in die Finalrunde. Darüber hinaus verteidigte er seinen irischen Meistertitel gegen Gary Hardiman und sicherte sich Platz 1 in der irischen Amateurrangliste. Dafür wurde er vom irischen Verband mit 17 Jahren für die folgende Saison der Profitour nominiert.
Nach einer Niederlage gegen Matthew Couch bei der Northern Ireland Trophy 2008 gewann er in der Saison 2008/09 beim Shanghai Masters gegen Supoj Saenla sein erstes Profimatch. Beim Grand Prix und bei der Bahrain Championship erreichte er sogar jeweils die dritte Runde und besiegte dabei unter anderem Stuart Pettman und Scott MacKenzie. Letzterer sorgte dann allerdings für sein Erstrundenaus bei der UK Championship. Um noch genug Punkte für die Weltrangliste zu sammeln, hätte er deshalb beim zweiten großen Turnier, der Weltmeisterschaft, ein gutes Ergebnis benötigt. Doch auch wenn er gegen Jimmy White mithalten konnte, verlor er letztlich in Runde 1 mit 8:10. Platz 81 in der Rangliste konnte er damit nicht übertreffen und verlor damit wieder seinen Profistatus.
Die PIOS-Turnierserie hätte ihm im Jahr darauf die Rückkehr auf die Main Tour bringen sollen, aber einem Viertel- und einem Achtelfinale standen in den 8 Turnieren auch zwei Erstrundenniederlagen gegenüber und so kam er in der Gesamtwertung nur auf Rang 22 und verpasste die Qualifikation. Den irischen Meistertitel verlor er anschließend mit 6:8 an Martin McCrudden. Bei der U21-Weltmeisterschaft 2010 verlor er erneut im Halbfinale. 2010/11 nutzte er seine letzte Chance, noch einmal die internationalen U21-Turniere zu bestreiten, scheiterte aber bereits im Viertel- bzw. Achtelfinale. Dafür erreichte er bei der Europameisterschaft der Senioren das Finale. Doch zum dritten Mal verpasste er einen internationalen Titel: Daniel Wells gewann mit 7:4. Und er verpasste damit die zweite Chance zur Main-Tour-Qualifikation, nachdem er zuvor schon wegen seiner Universitätsprüfungen auf die Q School hatte verzichten müssen.
2012 erreichte er zum vierten Mal das Endspiel um die irische Meisterschaft und revanchierte sich mit 10:5 gegen McCrudden für die Niederlage zwei Jahre zuvor. Mit diesem Titel stellte er aber in jungen Jahren auch seine erfolgreiche Amateurkarriere zurück und konzentrierte sich auf Ausbildung und Beruf.

## Erfolge
Ranglistenturniere:
- Runde der Letzten 64: Grand Prix (2008), Bahrain Championship (2008)

Amateurturniere:
- U21-Weltmeisterschaft: Halbfinale (2007, 2010)
- Europameisterschaft: Finale (2011), Platz 3 (2007)
- U19-Europameisterschaft: Finale (2006, 2007), Platz 3 (2008)
- Irische Meisterschaft (2007, 2008, 2012, Vizemeister 2010)